# Kinas Grand Prix 2014
Kinas Grand Prix 2014 var et Formel 1-løb som blev arrangeret 20. april 2014 på Shanghai International Circuit. Det var det fjerde løb i Formel 1-sæsonen 2014 og 11. gang at Kinas Grand Prix blev arrangeret. Løbet blev vundet af Mercedes-køreren Lewis Hamilton, med hans teamkollega Nico Rosberg på andenpladsen. På tredjepladsen kom Ferraris Fernando Alonso.

## Resultater

### Kvalifikation
| Pos.               | Nr. | Kører             | Konstruktør          | Del 1     | Del 2    | Del 3    | Grid |
| ------------------ | --- | ----------------- | -------------------- | --------- | -------- | -------- | ---- |
| 1                  | 44  | Lewis Hamilton    | Mercedes             | 1.55,516  | 1.54,029 | 1.53,860 | 1    |
| 2                  | 3   | Daniel Ricciardo  | Red Bull-Renault     | 1.56,641  | 1.55,302 | 1.54,455 | 2    |
| 3                  | 1   | Sebastian Vettel  | Red Bull-Renault     | 1.55,926  | 1.54,499 | 1.54,960 | 3    |
| 4                  | 6   | Nico Rosberg      | Mercedes             | 1.56,058  | 1.55,294 | 1.55,143 | 4    |
| 5                  | 14  | Fernando Alonso   | Ferrari              | 1.56,961  | 1.55,765 | 1.55,637 | 5    |
| 6                  | 19  | Felipe Massa      | Williams-Mercedes    | 1.56,850  | 1.56,757 | 1.56,147 | 6    |
| 7                  | 77  | Valtteri Bottas   | Williams-Mercedes    | 1.56,501  | 1.56,253 | 1.56,282 | 7    |
| 8                  | 27  | Nico Hülkenberg   | Force India-Mercedes | 1.55,913  | 1.56,847 | 1.56,366 | 8    |
| 9                  | 25  | Jean-Éric Vergne  | Toro Rosso-Renault   | 1.57,477  | 1.56,584 | 1.56,773 | 9    |
| 10                 | 8   | Romain Grosjean   | Lotus-Renault        | 1.58,411  | 1.56,407 | 1.57,079 | 10   |
| 11                 | 7   | Kimi Räikkönen    | Ferrari              | 1.58,279  | 1.56,860 |          | 11   |
| 12                 | 22  | Jenson Button     | McLaren-Mercedes     | 1.57,783  | 1.56,963 |          | 12   |
| 13                 | 26  | Daniil Kvjat      | Toro Rosso-Renault   | 1.57,261  | 1.57,289 |          | 13   |
| 14                 | 99  | Adrian Sutil      | Sauber-Ferrari       | 1.58,138  | 1.57,393 |          | 14   |
| 15                 | 20  | Kevin Magnussen   | McLaren-Mercedes     | 1.57,369  | 1.57,675 |          | 15   |
| 16                 | 11  | Sergio Pérez      | Force India-Mercedes | 1.58,362  | 1.58,264 |          | 16   |
| 17                 | 21  | Esteban Gutiérrez | Sauber-Ferrari       | 1.58,988  |          |          | 17   |
| 18                 | 10  | Kamui Kobayashi   | Caterham-Renault     | 1.59,260  |          |          | 18   |
| 19                 | 17  | Jules Bianchi     | Marussia-Ferrari     | 1.59,326  |          |          | 19   |
| 20                 | 9   | Marcus Ericsson   | Caterham-Renault     | 2.00,646  |          |          | 20   |
| 21                 | 4   | Max Chilton       | Marussia-Ferrari     | 2.00,865  |          |          | 21   |
| 107%-tid: 2.03,602 |     |                   |                      |           |          |          |      |
| 22                 | 13  | Pastor Maldonado  | Lotus-Renault        | ingen tid |          |          | 22   |
| Kilde:             |     |                   |                      |           |          |          |      |

### Løbet
| Pos.   | Nr. | Kører             | Konstruktør          | Omgange | Tid/Udgået  | Startpos. | Point |
| ------ | --- | ----------------- | -------------------- | ------- | ----------- | --------- | ----- |
| 1      | 44  | Lewis Hamilton    | Mercedes             | 54      | 1.33.28,338 | 1         | 25    |
| 2      | 6   | Nico Rosberg      | Mercedes             | 54      | +18,686     | 4         | 18    |
| 3      | 14  | Fernando Alonso   | Ferrari              | 54      | +25,765     | 5         | 15    |
| 4      | 3   | Daniel Ricciardo  | Red Bull-Renault     | 54      | +26,978     | 2         | 12    |
| 5      | 1   | Sebastian Vettel  | Red Bull-Renault     | 54      | +51,012     | 3         | 10    |
| 6      | 27  | Nico Hülkenberg   | Force India-Mercedes | 54      | +57,581     | 8         | 8     |
| 7      | 77  | Valtteri Bottas   | Williams-Mercedes    | 54      | +58,145     | 7         | 6     |
| 8      | 7   | Kimi Räikkönen    | Ferrari              | 54      | +1.23,990   | 11        | 4     |
| 9      | 11  | Sergio Pérez      | Force India-Mercedes | 54      | +1.26,489   | 16        | 2     |
| 10     | 26  | Daniil Kvjat      | Toro Rosso-Renault   | 53      | +1 omgang   | 13        | 1     |
| 11     | 22  | Jenson Button     | McLaren-Mercedes     | 53      | +1 omgang   | 12        |       |
| 12     | 25  | Jean-Éric Vergne  | Toro Rosso-Renault   | 53      | +1 omgang   | 9         |       |
| 13     | 20  | Kevin Magnussen   | McLaren-Mercedes     | 53      | +1 omgang   | 15        |       |
| 14     | 13  | Pastor Maldonado  | Lotus-Renault        | 53      | +1 omgang   | 22        |       |
| 15     | 19  | Felipe Massa      | Williams-Mercedes    | 53      | +1 omgang   | 6         |       |
| 16     | 21  | Esteban Gutiérrez | Sauber-Ferrari       | 53      | +1 omgang   | 17        |       |
| 17     | 17  | Jules Bianchi     | Marussia-Ferrari     | 53      | +1 omgang   | 19        |       |
| 18     | 10  | Kamui Kobayashi   | Caterham-Renault     | 53      | +1 omgang   | 18        |       |
| 19     | 4   | Max Chilton       | Marussia-Ferrari     | 52      | +2 omgange  | 21        |       |
| 20     | 9   | Marcus Ericsson   | Caterham-Renault     | 52      | +2 omgange  | 20        |       |
| Ret    | 8   | Romain Grosjean   | Lotus-Renault        | 28      | Gearkasse   | 10        |       |
| Ret    | 99  | Adrian Sutil      | Sauber-Ferrari       | 5       | Motor       | 14        |       |
| Kilde: |     |                   |                      |         |             |           |       |

## Stillingen i mesterskaberne efter løbet
| Nr. | +/- | Kører             | Point |
| --- | --- | ----------------- | ----- |
| 1   |     | Nico Rosberg      | 79    |
| 2   |     | Lewis Hamilton    | 75    |
| 3   | 3   | Fernando Alonso   | 41    |
| 4   | 1   | Nico Hülkenberg   | 36    |
| 5   | 1   | Sebastian Vettel  | 33    |
| 6   | 4   | Daniel Ricciardo  | 24    |
| 7   | 1   | Valtteri Bottas   | 24    |
| 8   | 3   | Jenson Button     | 23    |
| 9   | 2   | Kevin Magnussen   | 20    |
| 10  | 1   | Sergio Pérez      | 18    |
| 11  |     | Felipe Massa      | 12    |
| 12  |     | Kimi Räikkönen    | 11    |
| 13  |     | Jean-Éric Vergne  | 4     |
| 14  |     | Daniil Kvjat      | 4     |
| 15  |     | Romain Grosjean   | 0     |
| 16  |     | Adrian Sutil      | 0     |
| 17  |     | Esteban Gutiérrez | 0     |
| 18  |     | Max Chilton       | 0     |
| 19  |     | Kamui Kobayashi   | 0     |
| 20  |     | Pastor Maldonado  | 0     |
| 21  |     | Marcus Ericsson   | 0     |
| 22  |     | Jules Bianchi     | 0     |

| Nr. | +/- | Konstruktør          | Point |
| --- | --- | -------------------- | ----- |
| 1   |     | Mercedes             | 154   |
| 2   | 2   | Red Bull-Renault     | 57    |
| 3   | 1   | Force India-Mercedes | 54    |
| 4   | 1   | Ferrari              | 52    |
| 5   | 2   | McLaren-Mercedes     | 43    |
| 6   |     | Williams-Mercedes    | 36    |
| 7   |     | Toro Rosso-Renault   | 8     |
| 8   |     | Lotus-Renault        | 0     |
| 9   |     | Sauber-Ferrari       | 0     |
| 10  |     | Marussia-Ferrari     | 0     |
| 11  |     | Caterham-Renault     | 0     |